# Éleutheria
Eleuthéria (en grec ancien Ἐλευθερία) est la personnification de la liberté dans la mythologie grecque. Son équivalent romain est Libertas.
Dans la Grèce antique, Eleuthéria était également une épithète utilisée pour la déesse Artémis et, en tant que telle, elle était vénérée à Myre, en Lycie. 

## Étymologie
Eleuthéria (Ἐλευθερία) était le mot utilisé en grec ancien pour désigner la liberté, le mot utilisé tel quel comme nom pour désigner également la personnification de celle-ci.
Pour R. F. Willets, le dialecte crétois « Eleuthia » relierait Ilithyie (Eileithyia ou peut-être la déesse « Eleutheria ») à Eleusis. Le nom est probablement lié à une ville de Crète nommée Eleutherna. Walter Burkert croit qu'Eileithyia est uniquement la déesse grecque de la naissance et que son nom est purement grec. Cependant la relation avec le préfixe grec ἐλεύθ est incertaine, car le préfixe apparaît dans certains toponymes pré-grecs comme Ἐλευθέρνα (Eleutherna).

## Famille
La généalogie attribuée à la déesse n'est pas donnée dans les catalogues les plus anciens mais Hygin, dans la préface de ses Fables, décrit Éleutheria comme une fille de Zeus et de Héra, les souverains de l'Olympe. Cela fait donc de Chronos et Rhéa ses grands-parents tant paternels que maternels, et de Héphaïstos, Arès, Ilithyie, Hébé, Ényo, Angélos et Éris ses frères et sœurs de plein sang. Eleuthéria a également, de par son père, de nombreux demi-frères et demi-sœurs : l'abondante progéniture de Zeus.